# Ziano Piacentino
Ziano Piacentino es un municipio situado en la provincia de Piacenza, en Emilia-Romaña (Italia). Tiene una población estimada, a fines de marzo de 2023, de 2435 habitantes.

## Demografía
| Gráfica de evolución demográfica de Ziano Piacentino entre 1861 y 2023 |
|                                                                        |
| Fuente: ISTAT - Elaboración gráfica de Wikipedia                       |